# Punt Blanc
Un punt blanc (sovint referit com blanc de referència o blanc d'objectiu en documents tècnics) és un conjunt de valors triestímuls o coordenades de cromaticitat que serveixen per definir el color "blanc" dins la captura, codificació o reproducció d'una imatge. Depenent de l'aplicació, diferents definicions de blanc són necessàries per obtenir resultats acceptables. Per exemple, les fotografies preses a l'interior poden il·luminar-se amb llums incandescents, les quals són relativament taronges en comparació amb la llum diürna. Definir "blanc" com a llum diürna generarà resultats inacceptables quan es tracti de corregir el color d'una fotografia presa amb il·luminació incandescent.

## Il·luminants

Diagrama cromàtic del model de color CIE 1931 on es mostra el model de color Rec. 2020 (UHDTV) al triangle exterior i el model de color Rec. 709 (HDTV) al triangle interior. Tant el model Rec. 2020 com el Rec. 709 utilitzen l'Illuminant D65 pel punt blanc.

Un il·luminant es caracteritza per la seva distribució de potència espectral (SPD) relativa. El punt blanc d’un il·luminant és la cromaticitat d’un objecte blanc sota el propi il·luminant i es pot especificar mitjançant coordenades de cromaticitat, com ara les coordenades x, y al diagrama de cromaticitat CIE 1931 (per aquest motiu s'utilitza l'SPD relatiu i no l'SPD absolut, perquè el punt blanc només està relacionat amb el color i no es veu afectat per la intensitat).
L'il·luminant i el punt blanc són conceptes separats. Per a un il·luminant determinat, el seu punt blanc està definit de manera única. Un punt blanc determinat, en canvi, generalment no correspon de manera única a un únic il·luminant. A partir del diagrama de cromaticitat CIE 1931 utilitzat habitualment, es pot observar que gairebé tots els colors no espectrals (tots excepte els de la línia de porpres), inclosos els colors descrits com a blancs, es poden produir mitjançant infinites combinacions de colors espectrals i, per tant, per infinits espectres d'il·luminació diferents.
Tot i que generalment no hi ha correspondència individual entre il·luminants i punts blancs, en el cas dels il·luminants estàndards CIE de la sèrie D, les distribucions de potència espectrals són matemàticament derivables de les coordenades de cromaticitat dels punts blancs corresponents.
Conèixer la distribució espectral de potència de l’il·luminant, l'espectre de reflectància de l’objecte blanc especificat (sovint pres com a unitat) i la definició numèrica de l’observador permet definir les coordenades del punt blanc en qualsevol espai de color. Per exemple, un dels il·luminants més simples és l'espectre “E” o “Equal Energy”. La seva distribució de potència espectral és plana, generant la mateixa potència per unitat de longitud d’ona a qualsevol longitud d’ona. Tant en termes dels espais de color CIE XYZ 1931 com CIE XYZ 1964, les coordenades de color són [k, k, k], on k és una constant, i les seves coordenades de cromaticitat són [x, y] = [⅓, ⅓].

## Conversió del Punt Blanc
Si el color d'un objecte es registra sota un il·luminant, és possible calcular el color d'aquest objecte sota un altre il·luminador, donats només els punts blancs dels dos il·luminants. Si la imatge no está "calibrada" (es desconeix el punt blanc de l'il·luminant), és necessita calcular el punt blanc. Tanmateix, si merament es vol realitzar un balanç de blancs (aconseguir que els objectes neutres apareguin com a neutres en l'enregistrament), pot ser que això no sigui necessari.
Si s'expressa el color com a coordenades de triestímuls a l'espai de color LMS, es pot "traduir" el color de l'objecte segons la transformació de Von Kries, simplement escalant les coordenades LMS per la proporció del màxim dels valors de triestímuls als dos punts blancs. Això proporciona una estimació senzilla, però aproximada. Un altre mètode, que de vegades es prefereix, utilitza una transformació de Bradford o una altra transformació d’adaptació cromàtica; en general, funcionen transformant-se en un espai intermedi, escalant les quantitats de les primàries en aquest espai i convertint-les de nou mitjançant la transformació inversa.
Per calcular veritablement el color d’un objecte sota un altre il·luminador, no només com es percebrà, és necessari enregistrar informació de colors multi-espectrals o hiperespectrals.